# Új-Mexikó kormányzóinak listája
Ez a lista az Amerikai Egyesült Államok Új-Mexikó államának kormányzóit sorolja föl. Egészen 1846-ig spanyol uralom alatt volt a terület míg nem egy 1700 fős amerikai seregtest bevonult Santa Fébe. 1848-ban kötötték meg a békét melyben véglegesen az Amerikai Egyesült Államokhoz csatolták a területet. A területek egy részét Mexikótól és Texastól vásárolták. A ritkán lakott vidéken csak lassan indult meg a fejlődés. A polgárháború idején texasi csapatok törtek be, hogy a déli Konföderációhoz csatolják, de a helyszínre érkező északi csapatok visszaverték őket. 1867-ben Geronimo apacs törzsfőnök felkelése söpört végig az államon. Ezt azonban a számbeli és technikai fölényét kihasználó amerikai hadsereg rövidesen leverte.
A kormányzót négy évre választják, s egyszer újraválasztható. Ezután négy év kihagyás után válik ismét választhatóvá az adott személy
Jelenleg a 32. kormányzó, a Demokrata Párthoz tartozó Michelle Lujan Grisham tölti be a tisztséget 2019. január 1. óta. A kormányzóhelyettes a szintén demokrata Howie Morales.

## Párthovatartozás
| Párt | Párt         | Kormányzók | Területi kormányzók | Összesen |
| ---- | ------------ | ---------- | ------------------- | -------- |
|      | Demokrata    | 20         | 6                   | 26       |
|      | Republikánus | 12         | 10                  | 22       |
|      | Whig         | 0          | 2                   | 2        |

## Az Új-Mexikói terület kormányzói

### Az USA inváziója utáni katonai kormányzók
| Kormányzó | Kormányzó | Kormányzó                    | Hivatali idő kezdete | Hivatali idő vége | Egyéb választott (szövetségi) tisztségei                                                           |
| --------- | --------- | ---------------------------- | -------------------- | ----------------- | -------------------------------------------------------------------------------------------------- |
| 1         |           | Stephen W. Kearny tábornok   | 1846. augusztus      | 1847. szeptember  | Kaliforniai katonai kormányzója (1847)                                                             |
| 2         |           | Sterling Price ezredes       | 1847. szeptember     | 1848. október 10. | Az USA képviselőházának tagja Missouri képviseletében (1845-1846) Missouri kormányzója (1853-1857) |
| 3         |           | John M. Washington alezredes | 1848. október 10.    | 1849. október 23. | |
| 4         |           | John Munroe ezredes          | 1849. október 23.    | 1851. március 3.  | |

### Az USA inváziója utáni civil kormányzók
| Nr. | Kép | Kormányzó       | Hivatali idő kezdete | Hivatali idő vége | Egyéb választott (szövetségi) tisztségei |
| --- | --- | --------------- | -------------------- | ----------------- | ---------------------------------------- |
| 1   |     | Charles Bent    | 1846. szeptember     | 1847. január 19.  |                                          |
| 2   |     | Donaciano Vigil | 1847. január 19.     | 1848. október 11. |                                          |
| 3   |     | Henry Connelly  | 1850. június         | 1850. szeptember  |                                          |

### Új-Mexikói terület kormányzói
| Nr. | Kép | Kormányzó                | Hivatali idő kezdete | Hivatali idő vége    | Párt | Egyéb választott (szövetségi) tisztségei | Kinevező elnök neve |
| --- | --- | ------------------------ | -------------------- | -------------------- | ---- | --- | ------------------- |
| 1   |     | James S. Calhoun         | 1851. március 3.     | 1852. május 6.       |      | | Millard Fillmore    |
| 2   |     | William Carr Lane        | 1852. május 6.       | 1853                 |      | | Millard Fillmore    |
| 3   |     | David Meriwether         | 1853                 | 1855                 |      | Az Amerikai Egyesült Államok szenátusának tagja (1853–1855)                                                                                 | Franklin Pierce     |
| 4   |     | Abraham Rencher          | 1857                 | 1861                 |      | Az Amerikai Egyesült Államok képviselőházának tagja (1829–1839; 1841–1843)                                                                  | James Buchanan      |
| 5   |     | Henry Connelly           | 1861. szeptember 4.  | 1866. július 6.      |      | | Abraham Lincoln     |
| 6   |     | Robert Byington Mitchell | 1866. július 6.      | 1869                 |      | | Andrew Johnson      |
| 7   |     | William Anderson Pile    | 1869                 | 1871. augusztus      |      | Az Amerikai Egyesült Államok képviselőházának tagja (1867–1869) Az Amerikai Egyesült Államokat képviselő miniszter Venezuelában (1871–1874) | Ulysses S. Grant    |
| 8   |     | Marsh Giddings           | 1871. augusztus      | 1875. június 3.      |      | | Ulysses S. Grant    |
| —   |     | William G. Ritch         | 1875. június 3.      | 1875. július 30.     |      | |                     |
| 9   |     | Samuel Beach Axtell      | 1875. július 30.     | 1878. szeptember 29. |      | Az Amerikai Egyesült Államok képviselőházának tagja (1867–1871) Utah terület kormányzója (1875–1875)                                        | Ulysses S. Grant    |
| 10  |     | Lewis Wallace            | 1878. szeptember 29. | 1881. március 9.     |      | | Rutherford B. Hayes |
| 11  |     | Lionel Allen Sheldon     | 1881. március 9.     | 1885                 |      | Az Amerikai Egyesült Államok képviselőházának tagja (1869–1875)                                                                             | James A. Garfield   |
| 12  |     | Edmund G. Ross           | 1885                 | 1889                 |      | Az Amerikai Egyesült Államok szenátusának tagja Kansas képviseletében (1866-1871)                                                           | Grover Cleveland    |
| 13  |     | L. Bradford Prince       | 1889                 | 1893                 |      | | Benjamin Harrison   |
| 14  |     | William Taylor Thornton  | 1893                 | 1897                 |      | | Grover Cleveland    |
| 15  |     | Miguel A. Otero          | 1897                 | 1906                 |      | | William McKinley    |
| 16  |     | Herbert James Hagerman   | 1906                 | 1907                 |      | | Theodore Roosevelt  |
| 17  |     | George Curry             | 1907                 | 1910. március 1.     |      | Az Amerikai Egyesült Államok képviselőházának tagja (1912–1913)                                                                             | Theodore Roosevelt  |
| 18  |     | William J. Mills         | 1910. március 1.     | 1912. január 15.     |      | | William H. Taft     |

## Új-Mexikó szövetségi állam kormányzói
| Új-Mexikó kormányzóinak listája | Új-Mexikó kormányzóinak listája                   | Új-Mexikó kormányzóinak listája | Új-Mexikó kormányzóinak listája        | Új-Mexikó kormányzóinak listája | Új-Mexikó kormányzóinak listája | Új-Mexikó kormányzóinak listája | Új-Mexikó kormányzóinak listája                       | Új-Mexikó kormányzóinak listája |
| #                               | Kép                                               | Kormányzó                       | Hivatali idő                           | Párt                            | Terminus                        | Egyéb választott (szövetségi) tisztségei | Helyettes                                             | Helyettes                       |
| ------------------------------- | ------------------------------------------------- | ------------------------------- | -------------------------------------- | ------------------------------- | ------------------------------- | --- | ----------------------------------------------------- | ------------------------------- |
| 1                               |                                                   | William C. McDonald             | 1912. január 14. – 1917. január 1.     |                                 | 1                               | | Ezequiel Cabeza De Baca                               |                                 |
| 1                               | 2                                                 | William C. McDonald             | 1912. január 14. – 1917. január 1.     |                                 |                                 | | Ezequiel Cabeza De Baca                               |                                 |
| 1                               | 3                                                 | William C. McDonald             | 1912. január 14. – 1917. január 1.     |                                 |                                 | | Ezequiel Cabeza De Baca                               |                                 |
| 2                               |                                                   | Ezequiel Cabeza De Baca         | 1917. január 1. – 1917. február 18.    |                                 | 4                               | | Washington Lindsey                                    |                                 |
| 3                               |                                                   | Washington Lindsey              | 1917. február 18. – 1919. január 1.    |                                 | 4                               | | Széküresedés                                          | Széküresedés                    |
| 4                               |                                                   | Octaviano Larrazolo             | 1919. január 1. – 1921. január 1.      |                                 | 5                               | Az Amerikai Egyesült Államok szenátusának tagja (1929–1930) | Benjamin F. Pankey                                    |                                 |
| 5                               |                                                   | Merritt C. Mechem               | 1921. január 1. – 1923. január 1.      |                                 | 6                               | | William H. Duckworth                                  |                                 |
| 6                               |                                                   | James F. Hinkle                 | 1923. január 1. – 1925. január 1.      |                                 | 7                               | | José A. Baca (1923. január 1. – 1924. május)          |                                 |
| 6                               | Széküresedés                                      | James F. Hinkle                 | 1923. január 1. – 1925. január 1.      |                                 | 7                               | |                                                       |                                 |
| 7                               |                                                   | Arthur T. Hannett               | 1925. január 1. – 1927. január 1.      |                                 | 8                               | | Edward G. Sargent (1925. január 1. – 1929. január 1.) |                                 |
| 8                               |                                                   | Richard C. Dillon               | 1927. január 1. – 1931. január 1.      |                                 | 9                               | | Edward G. Sargent (1925. január 1. – 1929. január 1.) |                                 |
| 8                               | Hugh B. Woodward (1929. január 1. – 1929. július) | Richard C. Dillon               | 1927. január 1. – 1931. január 1.      |                                 | 9                               | |                                                       |                                 |
| 8                               | Széküresedés                                      | Richard C. Dillon               | 1927. január 1. – 1931. január 1.      |                                 | 9                               | |                                                       |                                 |
| 9                               |                                                   | Arthur Seligman                 | 1931. január 1. – 1933. szeptember 25. |                                 | 10                              | | Andrew W. Hockenhull                                  |                                 |
| 10                              |                                                   | Andrew W. Hockenhull            | 1933. szeptember 25. – 1935. január 1. |                                 | 10                              | | Széküresedés                                          | Széküresedés                    |
| 11                              |                                                   | Clyde Tingley                   | 1935. január 1. – 1939. január 1.      |                                 | 11                              | | Louis Cabeza de Baca (1935–1937)                      |                                 |
| 11                              | 12                                                | Clyde Tingley                   | 1935. január 1. – 1939. január 1.      | Hiram M. Dow (1937–1939)        |                                 | |                                                       |                                 |
| 12                              |                                                   | John E. Miles                   | 1939. január 1. – 1943. január 1.      |                                 | 13                              | Az Amerikai Egyesült Államok képviselőházának tagja (1949–1951) | James Murray, Sr. (1939–1941)                         |                                 |
| 12                              | 14                                                | John E. Miles                   | 1939. január 1. – 1943. január 1.      | Ceferino Quintana (1941–1943)   |                                 | Az Amerikai Egyesült Államok képviselőházának tagja (1949–1951) |                                                       |                                 |
| 13                              |                                                   | John J. Dempsey                 | 1943. január 1. – 1947. január 1.      |                                 | 15                              | Az Amerikai Egyesült Államok képviselőházának tagja (1935–1941) | James B. Jones                                        |                                 |
| 13                              | 16                                                | John J. Dempsey                 | 1943. január 1. – 1947. január 1.      |                                 |                                 | Az Amerikai Egyesült Államok képviselőházának tagja (1935–1941) | James B. Jones                                        |                                 |
| 14                              |                                                   | Thomas J. Mabry                 | 1947. január 1. – 1951. január 1.      |                                 | 17                              | | Joseph Montoya                                        |                                 |
| 14                              | 18                                                | Thomas J. Mabry                 | 1947. január 1. – 1951. január 1.      |                                 |                                 | | Joseph Montoya                                        |                                 |
| 15                              |                                                   | Edwin L. Mechem                 | 1951. január 1. – 1955. január 1.      |                                 | 19                              | Az Amerikai Egyesült Államok szenátusának tagja (1962–1964) | Tibo J. Chávez                                        |                                 |
| 15                              | 20                                                | Edwin L. Mechem                 | 1951. január 1. – 1955. január 1.      |                                 |                                 | Az Amerikai Egyesült Államok szenátusának tagja (1962–1964) | Tibo J. Chávez                                        |                                 |
| 16                              |                                                   | John F. Simms                   | 1955. január 1. – 1957. január 1.      |                                 | 21                              | | Joseph Montoya (1957. január 1. – 1957. április)      |                                 |
| 17                              |                                                   | Edwin L. Mechem                 | 1957. január 1. – 1959. január 1.      |                                 | 22                              | Az Amerikai Egyesült Államok szenátusának tagja (1962–1964) | Joseph Montoya (1957. január 1. – 1957. április)      |                                 |
| 17                              | Széküresedés                                      | Edwin L. Mechem                 | 1957. január 1. – 1959. január 1.      |                                 | 22                              | Az Amerikai Egyesült Államok szenátusának tagja (1962–1964) |                                                       |                                 |
| 18                              |                                                   | John Burroughs                  | 1959. január 1. – 1961. január 1.      |                                 | 23                              | | Ed V. Mead                                            |                                 |
| 19                              |                                                   | Edwin L. Mechem                 | 1961. január 1. – 1962. november 30.   |                                 | 24                              | Az Amerikai Egyesült Államok szenátusának tagja (1962–1964) | Tom Bolack                                            |                                 |
| 20                              |                                                   | Tom Bolack                      | 1962. november 30. – 1963. január 1.   |                                 | 25                              | | Széküresedés                                          | Széküresedés                    |
| 21                              |                                                   | Jack M. Campbell                | 1963. január 1. – 1967. január 1.      |                                 | 26                              | | Mack Easley                                           |                                 |
| 21                              | 27                                                | Jack M. Campbell                | 1963. január 1. – 1967. január 1.      |                                 |                                 | | Mack Easley                                           |                                 |
| 22                              |                                                   | David Cargo                     | 1967. január 1. – 1971. január 1.      |                                 | 28                              | | Lee Francis                                           |                                 |
| 22                              | 29                                                | David Cargo                     | 1967. január 1. – 1971. január 1.      |                                 |                                 | | Lee Francis                                           |                                 |
| 23                              |                                                   | Bruce King                      | 1971. január 1. – 1975. január 1.      |                                 | 30                              | | Roberto Mondragón                                     |                                 |
| 24                              |                                                   | Jerry Apodaca                   | 1975. január 1. – 1979. január 1.      |                                 | 31                              | | Robert E. Ferguson                                    |                                 |
| 25                              |                                                   | Bruce King                      | 1979. január 1. – 1983. január 1.      |                                 | 32                              | | Roberto Mondragón                                     |                                 |
| 26                              |                                                   | Toney Anaya                     | 1983. január 1. – 1987. január 1.      |                                 | 33                              | | Robert E. Ferguson                                    |                                 |
| 27                              |                                                   | Garrey Carruthers               | 1987. január 1. – 1991. január 1.      |                                 | 34                              | | Jack L. Stahl                                         |                                 |
| 28                              |                                                   | Bruce King                      | 1991. január 1. – 1995. január 1.      |                                 | 35                              | | Casey Luna                                            |                                 |
| 29                              |                                                   | Gary Johnson                    | 1995. január 1. – 2003. január 1.      |                                 | 36                              | | Walter Dwight Bradley                                 |                                 |
| 29                              | 37                                                | Gary Johnson                    | 1995. január 1. – 2003. január 1.      |                                 |                                 | | Walter Dwight Bradley                                 |                                 |
| 30                              |                                                   | Bill Richardson                 | 2003. január 1. – 2011. január 1.      |                                 | 38                              | Az Amerikai Egyesült Államok képviselőházának tagja (1983–1997) Az Amerikai Egyesült Államok nagykövete az Egyesült Nemzetek Szervezeténél (1997–1998) Az Amerikai Egyesült Államok energetikai államtitkára (1998–2001) | Diane Denish                                          |                                 |
| 30                              | 39                                                | Bill Richardson                 | 2003. január 1. – 2011. január 1.      |                                 |                                 | Az Amerikai Egyesült Államok képviselőházának tagja (1983–1997) Az Amerikai Egyesült Államok nagykövete az Egyesült Nemzetek Szervezeténél (1997–1998) Az Amerikai Egyesült Államok energetikai államtitkára (1998–2001) | Diane Denish                                          |                                 |
| 31                              |                                                   | Susana Martinez                 | 2011. január 1. – 2019. január 1.      |                                 | 40                              | | John Sanchez                                          |                                 |
| 31                              | 41                                                | Susana Martinez                 | 2011. január 1. – 2019. január 1.      |                                 |                                 | | John Sanchez                                          |                                 |
| 32                              |                                                   | Michelle Lujan Grisham          | 2019. január 1. – hivatalban           |                                 | 42                              | Az Amerikai Egyesült Államok képviselőházának tagja (2013–2018) | Howie Morales                                         |                                 |